# Tretioscincus
Tretioscincus is een geslacht van hagedissen uit de familie Gymnophthalmidae.

## Naam
De groep werd voor het eerst wetenschappelijk beschreven door Edward Drinker Cope in 1863. Sommige soorten werden eerder aan andere geslachten toegekend, zoals het niet meer erkende geslacht Calliscincopus.

## Verspreidingsgebied
Er zijn drie soorten die voorkomen in delen van Zuid-Amerika. Twee soorten komen voor in Suriname; Tretioscincus agilis en Tretioscincus bifasciatus.

## Uiterlijke kenmerken
Het lichaam is langwerpig en de staart is langer dan het lichaam. De poten zijn goed ontwikkeld. De hagedissen hebben een bruine lichaamskleur en een opvallend gekleurde, kobaltblauwe staart. De staart valt hierdoor goed op, deze kleur dient om vijanden af te leiden.

## Soortenlijst
| Soorten uit het geslacht Tretioscincus | Soorten uit het geslacht Tretioscincus | Soorten uit het geslacht Tretioscincus              |
| -------------------------------------- | -------------------------------------- | --------------------------------------------------- |
| Naam                                   | Auteur                                 | Verspreidingsgebied                                 |
| Tretioscincus agilis                   | Ruthven, 1916                          | Brazilië, Frans-Guyana, Guyana, Suriname, Venezuela |
| Tretioscincus bifasciatus              | Duméril in Duméril & Duméril, 1851     | Frans-Guyana, Guyana, Suriname, Venezuela           |
| Tretioscincus oriximinensis            | Ávila-Pires, 1995                      | Brazilië, Colombia, Venezuela                       |